# Hidròpter

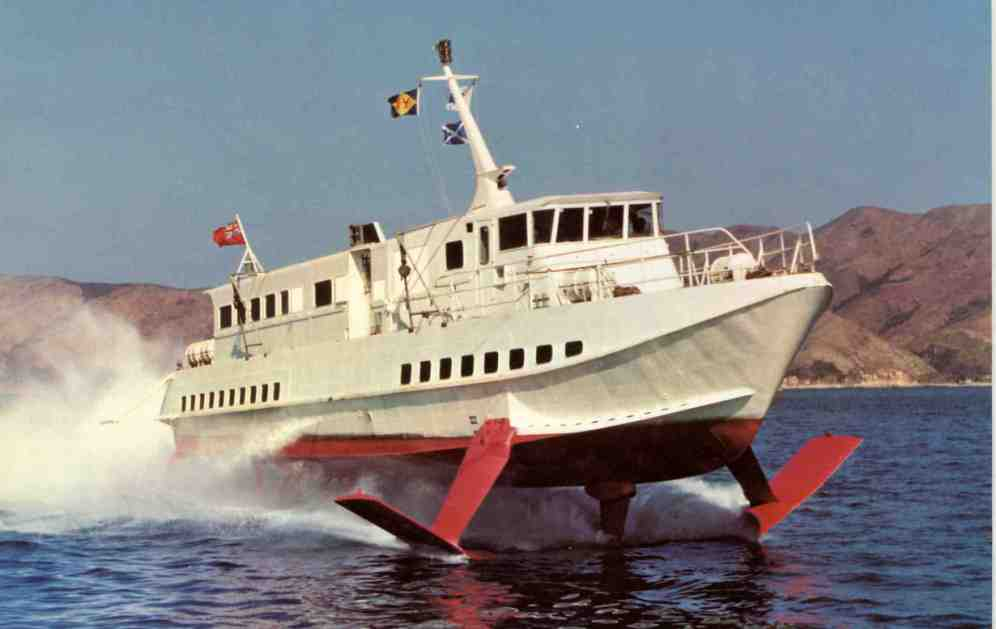
Un vell model d'hidròpter

Un hidròpter o alíscaf, és un tipus de vaixell en el qual el buc sobresurt de l'aigua quan la velocitat puja prou, gràcies a l'acció d'un pla de sustentació anomenat hidroala (en anglès: hydrofoil) que funciona segons el mateix principi que les ales d'un avió però en medi líquid, de l'ordre de mil vegades més dens que l'aire. Aquesta tècnica permet als vaixells augmentar la seva velocitat disminuint la fricció entre el buc i l'aigua, i evitant la resistència per formació d'ones.

## Història

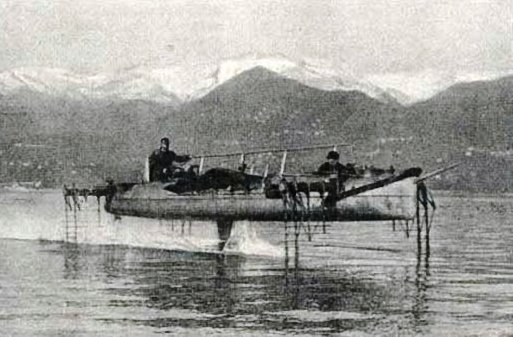
La hidroala de Forlanini navegant en el llac Maggiore, 1910.

L'inventor italià Enrico Forlanini va començar a treballar en hidroplans el 1898 i va utilitzar un sistema de làmines en escala. Forlanini va obtenir patents en el Regne Unit i els Estats Units per les seves idees i dissenys. Entre 1899 i 1901, el dissenyador britànic de vaixells John Thornycroft va treballar en una sèrie de models amb un buc escalonat i una única làmina de proa. En 1909 la seva companyia va construir un bot de 6,7 m de llarg, el Miranda III, impulsat per un motor de 60 hp (45 kW). El posterior Miranda IV va acreditar una velocitat de 35 nusos (65 km/h).

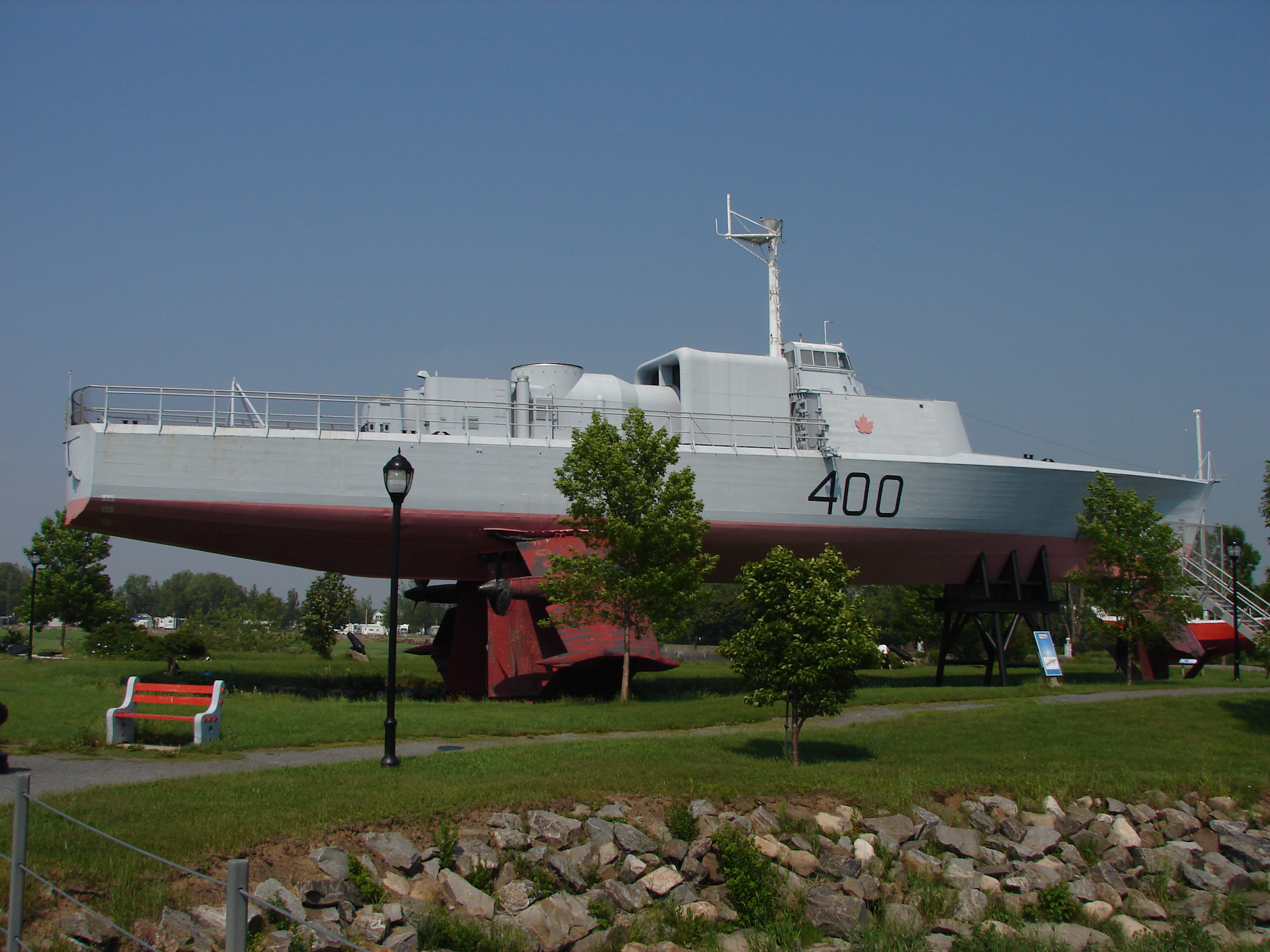
El HMCS Bras d'Or en el Museu Marítim de Quebec.

En 1906, un article en el número de març de la revista Scientific American escrit pel pioner de les hidroales William I. Meacham explicava els principis bàsics d'aquests vaixells. Alexander Graham Bell va considerar llavors que la invenció del hidroplà era un assoliment molt significatiu. Després de llegir l'article de Meacham, Bell va començar a esbossar els conceptes del que actualment es coneix com una hidroala. Al costat de Casey Baldwin, l'estiu de 1908 va començar els seus assajos. Baldwin va estudiar els treballs de l'inventor italià Enrico Forlanini i va començar a provar models basats en els seus dissenys, la qual cosa li va permetre al costat de Bell el desenvolupament de la hidroala. Durant la gira mundial de Bell entre 1910 i 1911, ell i Baldwin es van trobar amb Forlanini a Itàlia.

Van navegar pel llac Maggiore en la hidroala de Forlanini i Baldwin descriuria l'experiència com alguna cosa tan suau com volar. De retorn a Baddeck, a Nova Escòcia, es van assajar diversos prototips fins a culminar en l'HD-4. Usant motors Renault es va aconseguir una velocitat màxima de 87 km/h, amb una ràpida acceleració, superant les ones sense dificultat, aconseguint-se una bona governabilitat i mostrant una bona estabilitat. L'informe de Bell a la Marina dels Estats Units li va permetre obtenir dos motors de 260 kW (350 CV). El 9 de setembre de 1919 l'HD-4 va establir un rècord mundial de velocitat sobre l'aigua aconseguint els 114 km/h, rècord que va romandre vigent durant deu anys.

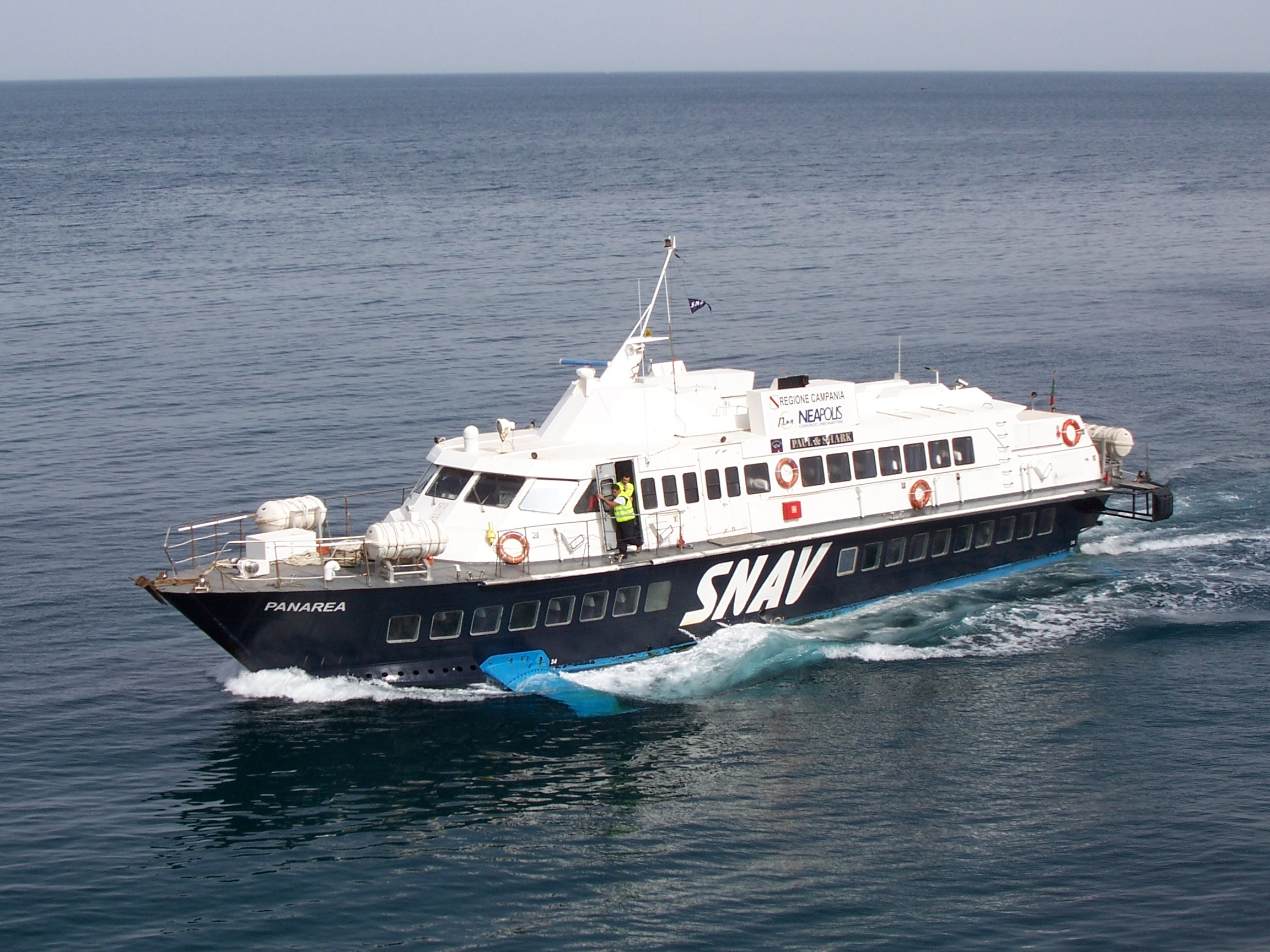
Hidroala a Itàlia.

A Alemanya, el baró von Schertel va treballar en el camp de les hidroales en els anys previs i durant la Segona Guerra Mundial.

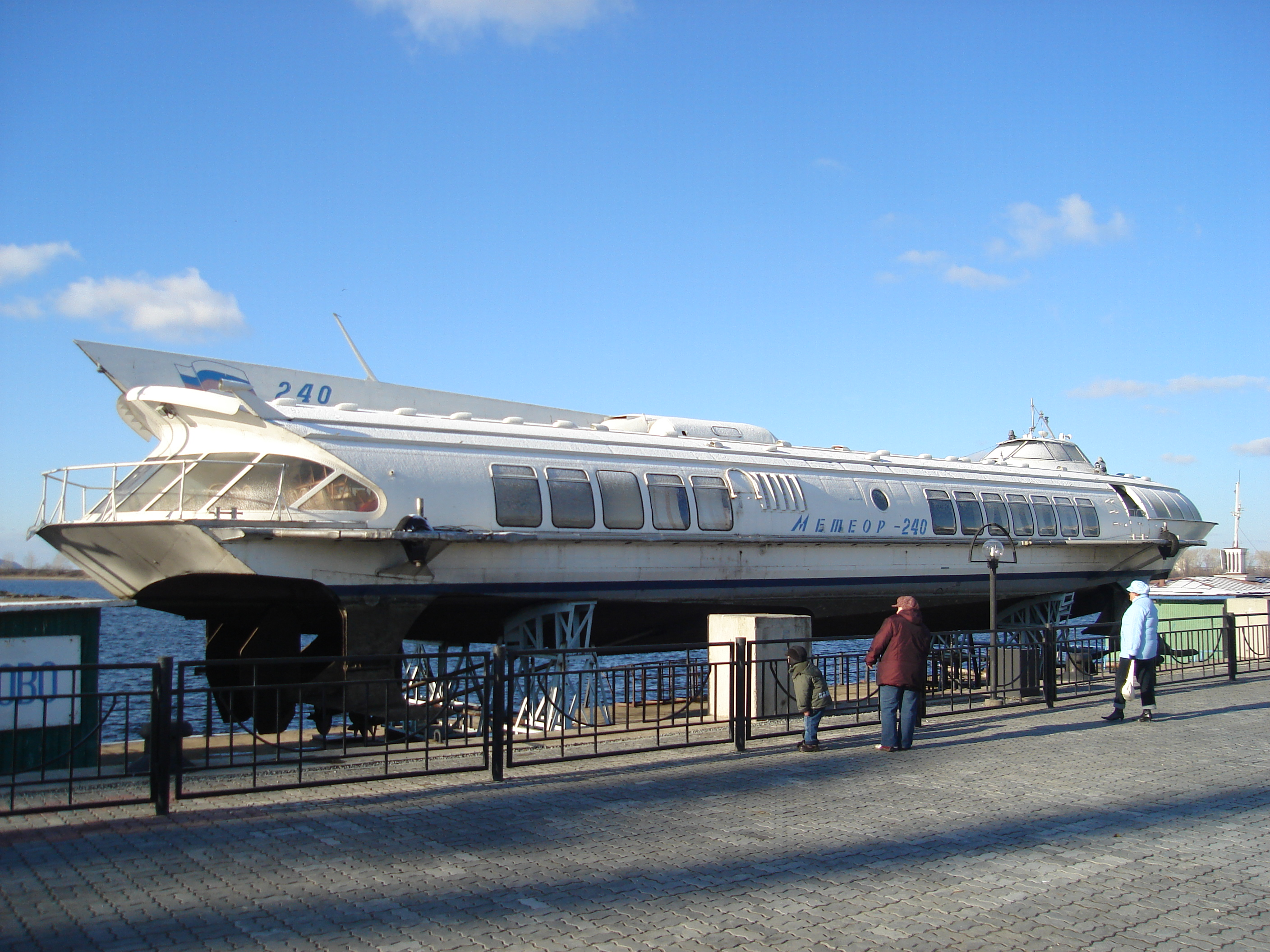
Una hidroala de la classe Meteor operant en el Volga és preparada per passar l'hivern a Kazan, Tatarstan, Rússia. En països on els rius es gelen durant l'hivern, sovint les hidroales es treuen de l'aigua, ja que el gel pot danyar les seves ales.

Després de la guerra, l'equip tècnic de Schertel va ser capturat pels soviètics. Schertel es va traslladar a Suïssa, on va fundar la companyia Supramar Ag. El 1952 Supramar va botar la primera hidroala comercial, el PT10, en el Llac Maggiore, entre Suïssa i Itàlia. El PT10 és del tipus surface-piercing, i era capaç de transportar a 32 passatgers a una velocitat de 35 nusos. El 1968, l'empresari Hussain Najadi va adquirir Supramar AG i va expandir el seu mercat fins al Japó, Hong Kong, Singapur, Regne Unit, Noruega i els Estats Units. La companyia nord-americana General Dynamics es va convertir en llicenciatària de Supramar i el Pentàgon va premiar el seu primer projecte de recerca i desenvolupament en el camp de super cavitació. La Hitachi Shipbuilding d'Osaka (Japó) va ser una altra llicenciatària de Supramar, així com moltes navilieres i drassanes de països de l'OCDE.
Entre 1952 i 1971, Supramar va dissenyar diversos models d'hidroala: PT20, PT50, PT75, PT100 i PT150. Excepte el PT150, tots eren del tipus surface-piercing. Es van construir més de 200 unitats dels models de Supramar, la majoria d'ells per Rodriquez a Itàlia.
A la fi de la dècada de 1960 la Marina Canadenca va construir i va provar una hidroala d'alta velocitat destinada a la lluita antisubmarina, el HMCS Bras d'Or (FHE 400), però el projecte va ser abandonat a causa d'un canvi en les prioritats estratègiques del comandament militar. El Bras d'Or era del tipus surface-piercing i durant les proves va mostrar un bon comportament, aconseguint una velocitat màxima de 63 nusos.
La Unió Soviètica va experimentar extensivament amb hidroales, construint models per a la navegació fluvial i ferries amb dissenys estilitzats, especialment durant les dècades de 1970 i 1980. Exemples d'aquestes hidroales són els vaixells de la classe Raketa i la successora, la Meteor, de major grandària o el més petit de la classe Voskhod, dissenyats en l'Oficina d'Estudis Especials (OKB)-Alexeiev, situada a Nijni Nóvgorod i liderada per l'enginyer Rotislav Alexeiev, creador de l'Ekranoplà.

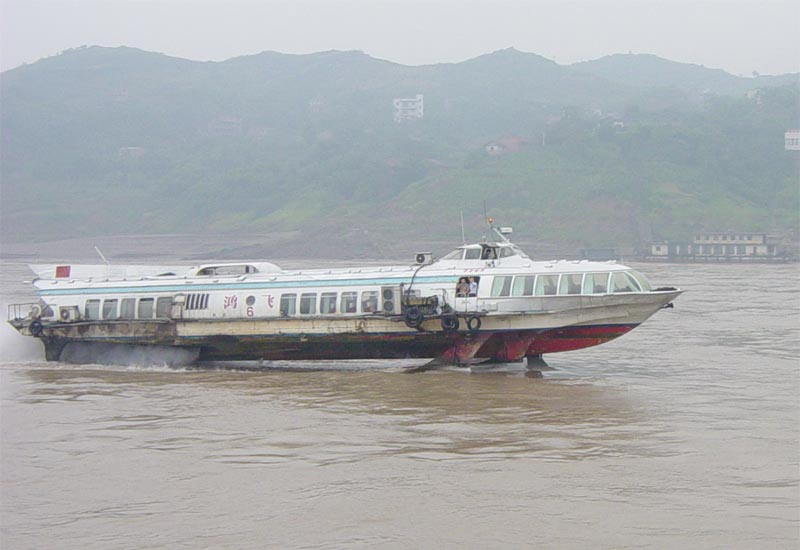
Hidroala dedicada al transport fluvial de passatgers a la Xina.

## Principi de funcionament
El funcionament de la hidroala es basa a obtenir una força que elevi el buc de la nau gràcies a la sustentació generada per mitjà d'una ala submergida en l'aigua.

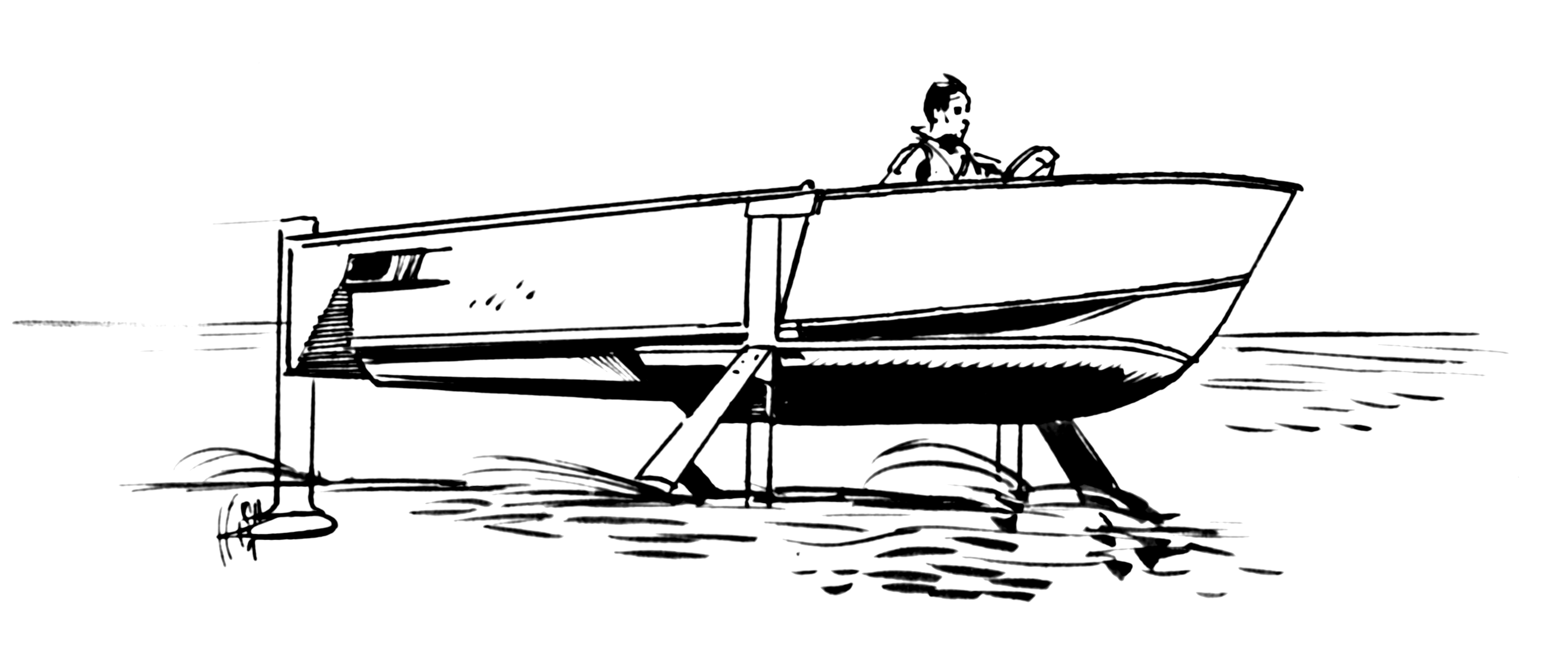
Dibuix d’una embarcació de fusta en moviment “flotant” en el seu sistema d’hidroales.

La dinàmica de la hidroala és similar a la d'un avió. Consta de dues ales, una davant i una darrere i són les encarregades d'estabilitzar i modular la pressió de les ales i, d'aquesta manera, augmentar la velocitat de l'embarcació i generar una força anomenada sustentació (força que es genera quan un cos circula per un fluid i la direcció d'aquest és perpendicular a la direcció del corrent incident {L = pes de la taula + càrrega}). La funció de les ales també és desviar la pressió de l'aigua cap a baix. Els canvis de baixa i alta pressió provoquen diferents nivells de velocitat a cada costat de l'ala (Tercera Llei del Moviment, Newton). Per tant, gràcies al principi de sustentació i a la Tercera Llei del Moviment, com més velocitat adquireix l'embarcació, més altura guanya.
Per poder navegar amb un buc amb hidroala és fonamental controlar els pesos d'aquest. Per controlar la direcció del vaixell, s'ha d'inclinar cap a babord o estribord. I, si es vol augmentar o disminuir l'altura, s'haurà d'aplicar més pes a popa o proa.
L'única part del vaixell que roman submergida, descomptant les ales, són les hèlixs i el timó de direcció.
Amb el buc elevat sobre l'aigua, l'única resistència a l'avanç és la que ofereixen les ales que la mantenen elevada, que és molt menor que la que oferiria el buc submergit navegant a la mateixa velocitat.

### Usos civils
En aquest tipus de vaixells, la màxima eficiència s'aconsegueix quan l'elevació sobre l'aigua és petita, per la qual cosa la seva aplicació en el transport de passatgers està limitada a aigües relativament tranquil·les, resultant molt emprat com a mitjà de transport públic en rius i llacs.
A Espanya va ser emprat com a mitjà de travessia ràpida de l'Estret de Gibraltar, unint regularment els ports d'Algesires i Tànger. No obstant això, les especials característiques climàtiques de la zona (a l'hivern són freqüents els forts temporals de vent que fins i tot arriben a impedir la navegació dels grans ferries de passatgers) limitaven excessivament l'ús d'hidroales. Això, al costat de l'aparició de veloços catamarans amb major operativitat i passatge, capaços de transportar també vehicles, va motivar que les navilieres que operaven a la zona suspenguessin el seu servei.
A Itàlia, les flotes més nombroses es troben a Campània (per a l'enllaç amb les illes del golf) i a Sicília (on realitzen l'enllaç marítim de les illes Eolie, Egadi i Ustica).
A la Xina i Rússia les hidroales suposen un important mitjà de transport en llacs i grans rius navegables.

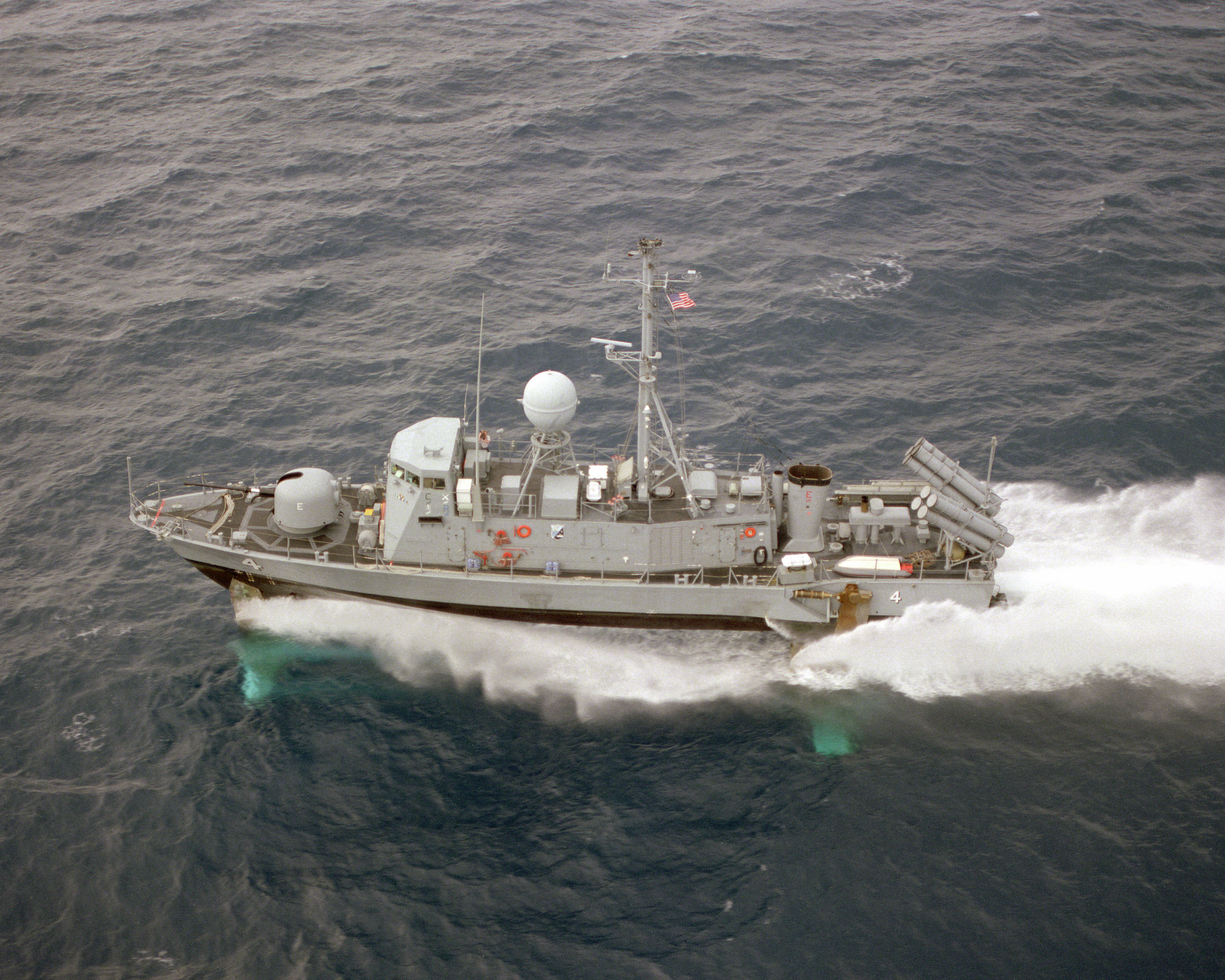
L'USS Aquila, una hidroala militar de la Marina dels EUA. Sota l'aigua poden apreciar-s'hi les ales en forma de T.

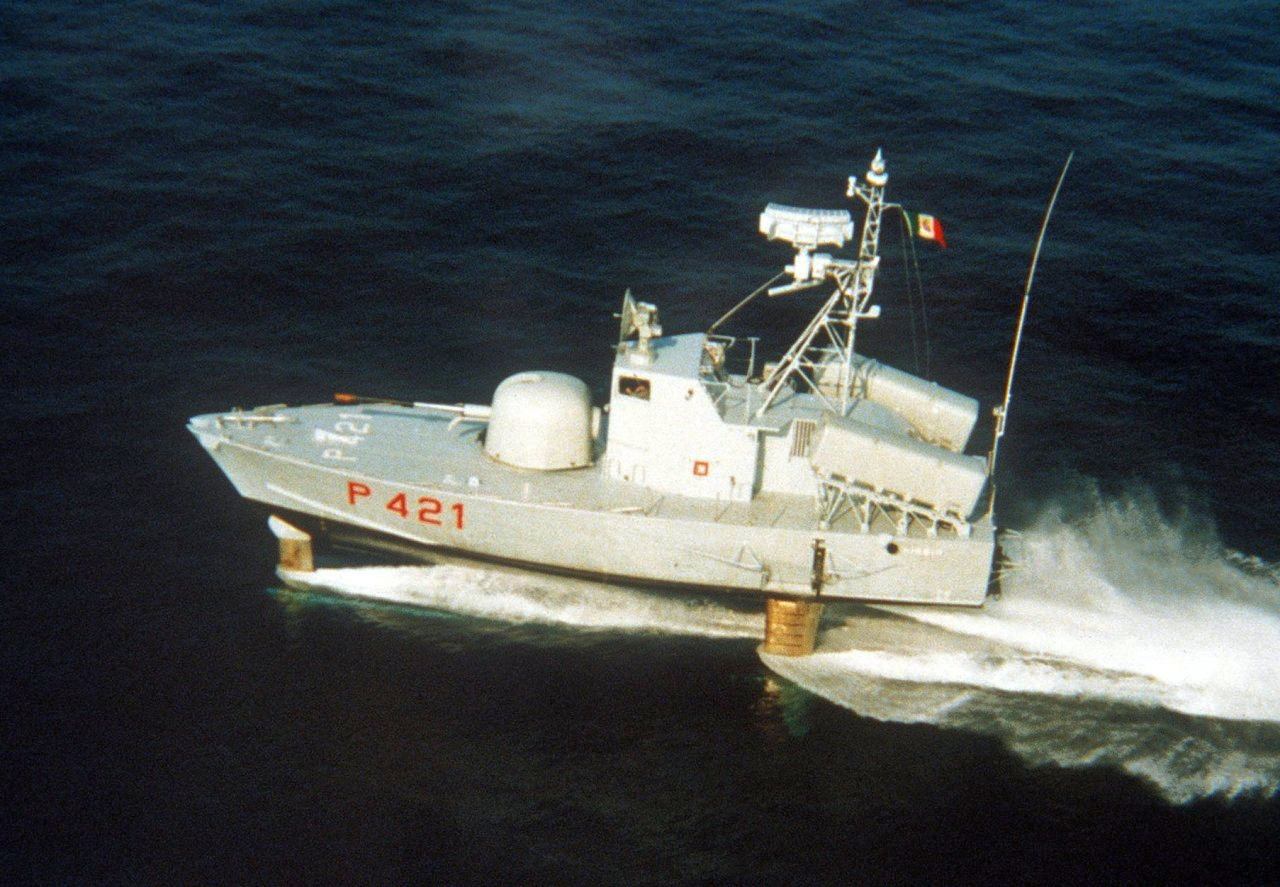
El Nibbio, una hidroala militar de la Marina Militare Italiana.

### Usos militars
La hidroala és un difícil enemic en combat, ja que supera en velocitat als seus rivals i suposa un difícil objectiu per als torpedes i míssils. Aquesta característica ha estat aprofitada amb finalitats militars, emprant-se les hidroales com a llanxes de patrulla costanera o bé com a destructors.
La Marina Militar Nord-americana va operar hidroales de combat de la classe Pegasus, entre 1977 i 1993. Aquestes hidroales eren ràpides i estaven tan ben armades que eren capaces d'enfrontar-se i enfonsar pràcticament qualsevol vaixell enemic de superfície, a excepció dels més grans. També van exercir labors en la lluita contra el narcotràfic, convertint-se en un autèntic malson per als traficants per la seva velocitat i el seu armament.
La Marina Militar Italiana va disposar d'hidroales de la classe Sparviero el 1973. Posteriorment, entre 1977 i 1984 ha utilitzat sis hidroales de la classe Nibbio, dotades d'un canó de 76 mm i dos llançamíssils, capaces d'aconseguir una velocitat superior als 50 nusos. No obstant això, les males condicions marineres d'aquest tipus de vaixells en tempestes (l'altura de les ones no pot superar la distància entre la quilla i les ales) i el canvi en els objectius estratègics de la marina van motivar que a partir de 1990 substituís les hidroales per altres vaixells més convencionals.